# SYM・DD50
SYM・DD50とはSYMが生産・販売していたスクータータイプのオートバイである。

## 解説
50ccスクーターである。競合車種はキムコ スーナー50など。高いコストパフォーマンスを誇り、同価格帯のキムコ スーナー50ss、ヤマハ BJでは前輪ブレーキがドラム式、リアスポイラーなし、など装備が簡素となっているのに対し、サイドスタンド、キーシャッター、前輪ディスクブレーキ、ハイマウントストップランプ付きリアスポイラー、セラミックコートシリンダーなど原付としては上級クラスの物と同等の装備を99000円（税別）という低価格（同装備の国産車の約2/3）で実現していた。ただしエンジン出力は上記2車種にやや劣る。
生産元であるSYMがホンダと技術提携をしていたこともあり、設計・仕様がスーパーディオと酷似している。エンジンや駆動系の大半でスーパーディオの部品を流用できることもあり、「新車で買えるスーパーディオ」という紹介をされることがある。ただしフロント部分に関してはスーパーディオとは大きく異なっている。前輪ディスクブレーキパッドは同社のモンキーR用と互換性があり流用可能となっている。
台湾製スクーターに多く見られる「一つのキーで給油からシートオープンまでできる」システムを採用している。特に台湾製スクーターの大きな特徴である前方給油口（ハンドル下の小物入れに部分に給油口がある）を採用しており、利便性に富んでいる。
台湾と日本の気候の違いに因る冷間始動性の低さが指摘されている。しかし個体差も多く、販売店で出荷前に行われる整備によって差が出る可能性もある。
国産50ccオートバイの殆どに装備されている速度抑制装置（スピードリミッター）がないため、ノーマルの状態で60km/h以上を出す事も可能である。また台湾では50ccでも二人乗りが可能なためにシートが2段になっており、後部座席乗員用のステップが標準装備されている。そのためボアアップなどで登録を原付2種にした場合、保安部品を取り付ける必要なく二人乗りができる。
2007年を以って生産中止された。